# Мина Флорентийский

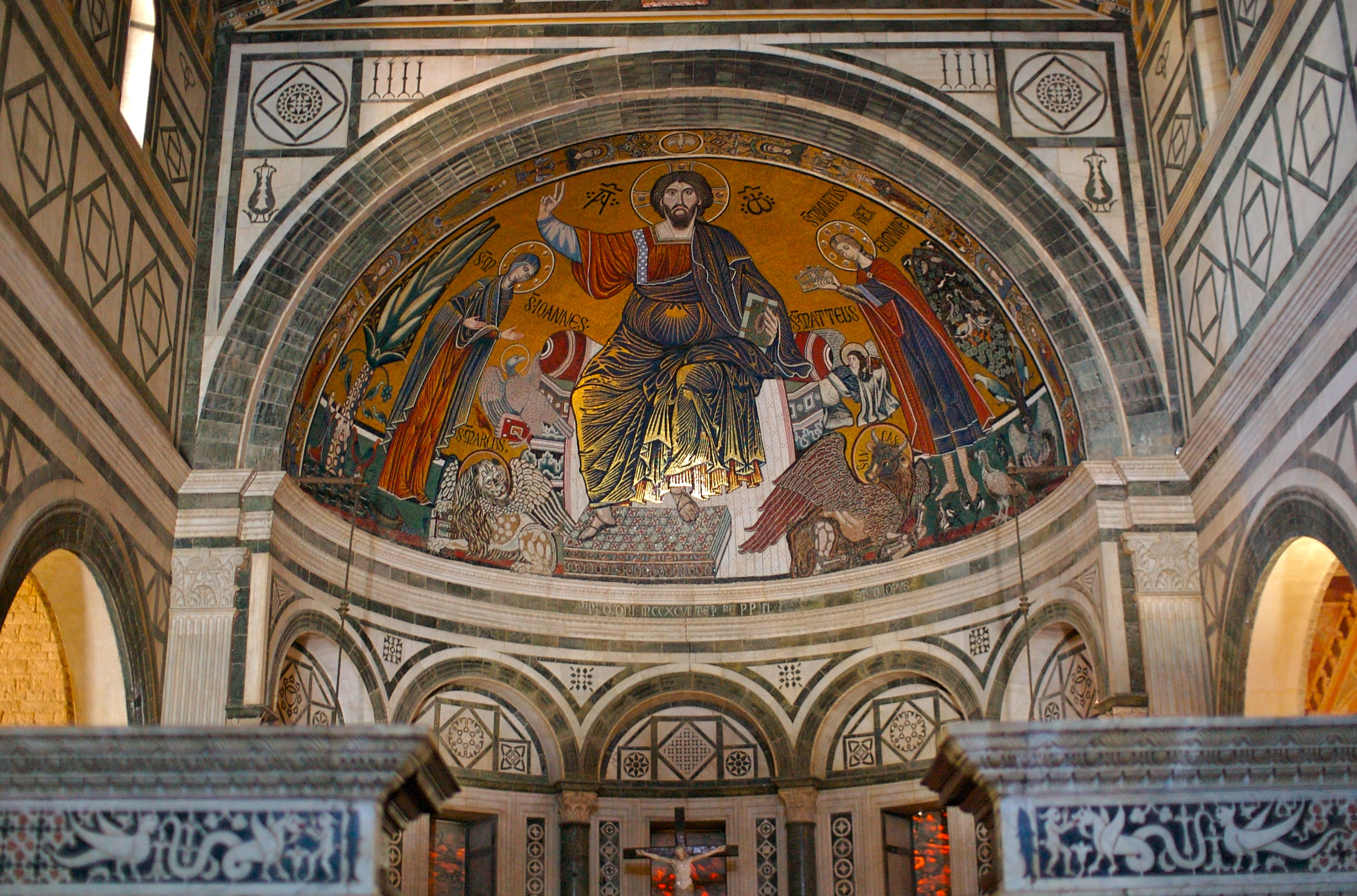
Мозаика изображает св. Миниата справа от Христа, держащим корону Надпись гласит: «S. MINIATUS REX ERMINIE»

О других святых с этим именем см. Мина (имя)
Мина Флорентийский (погиб около 250 года) — святой мученик флорентийский. День памяти — 25 октября.
Святой Мина, или Миниас, или Миниато (арм. Մինաս), или Минас почитается как первый мученик во Флоренции. По преданию он был армянским принцем, поначалу богатым, черствым и расточительным. Одумавшись и совершив покаянное паломничество в Рим, он удалился в пещеру около Флоренции, где стал вести отшельническую жизнь. Святой Мина оставался там до того времени, когда император Деций Траян решил предать его мученической смерти. Дикие звери отказались разрывать Миниато на куски, а огонь гас, и тогда святому отрубили голову. Согласно житию, после казни мученик поднял голову и отправился умирать в родную пещеру. Впоследствии, приблизительно в IV веке, там воздвигли капеллу, а в 1018 году епископ Гильдебранд решил воздвигнуть здесь церковь, которая долгое время считалась самой красивой в городе.